# Atriplex crenatifolia
Atriplex crenatifolia là loài thực vật có hoa thuộc họ Dền. Loài này được Chodat & Wilczek mô tả khoa học đầu tiên năm 1902.